# Avándaro, por fin... 32 años después
Avándaro, por fin... 32 años después  es un álbum doble en vivo con una selección de temas de algunos conjuntos musicales que participaron en el Festival de Rock y Ruedas del 1971. Después de varias décadas de considerar extraviados esos materiales  de audio, la disquera Ludell Records, propiedad de Luis de Llano Macedo, quién fuése uno de los organizadores del festival, junto a Javier Tena de Bakita Records y con el aporte en la narrativa de quien fungiése como Coordinador de música del festival, Armando Molina Solís, lanzan al mercado con estreno en el Hard Rock Café de México, el 10 de septiembre de 2003 el producto, a 32 años del magno evento.
Armando Molina sostiene que los audiotapes estuvieron extraviados por décadas, aunque por otra parte el cineasta Alfredo Gurrola las haya usado para el corte final en el 1972 del cortometraje del festival.
En la portada, se aprecia la bandera mexicana con el símbolo de la paz, cosa que en tiempos del festival causó fuertes polémicas entre la clase política mexicana.

## Lista de canciones
Disco Uno
1. "Memories for those who are gone" – 9:27
  - Intérprete: Peace and Love.
2. "I'm gonna move" – 4:39
  - Intérprete: Tequila
3. "Let it go (Hollywood)"  – 5:03
  - Intérprete: El Ritual.
4. "Latin Feeling" – 8:59
  - Intérprete: Peace and Love.
5. "Satanas" – 9:15
  - Intérprete: El Ritual.
6. "Bandido's Theme" – 6:51
  - Intérprete: Bandido.
7. "Stupid People" – 7:24
  - Intérprete: Dug Dug's.
8. "Amor y Paz" – 12:13
  - Intérprete: Peace and Love.

Disco Dos
1. "Let's Make it Now" – 4:09
  - Intérprete: Dug Dug's.
2. "I Got a Feeling" – 9:13
  - Intérprete: Dug Dug's.
3. "Tema Instrumental" – 3:10
  - Intérprete: Epílogo.
4. "A New Day"  – 1:33
  - Intérprete: La División del Norte.
5. "Super Highway" – 5:10
  - Intérprete: Tequila.
6. "Do you Believe Me?" – 7:51
  - Intérprete: Tequila.
7. "Easy Woman" – 4:33
  - Intérprete: El Ritual.
8. "We Got the Power" – 10:57
  - Intérprete: Peace and Love.
9. "Marihuana" – 10:05
  - Intérprete: Peace and Love.

## Créditos
- Luis de Llano — Propietario, Ludell Records
- Javier Tena — Producción Ejecutiva
- Armando Molina — Compilación y Narración
- Arturo Flores — Diseño Gráfico
- Bakita Records — Label

- Datos: Q24810200